# طوایف (فیلم)
طوایف (به هندی: Tawaif) فیلمی محصول سال ۱۹۸۵ و به کارگردانی بالدو راج چوپرا است. در این فیلم بازیگرانی همچون ریشی کاپور، راتی آگنیهوتری، پونام دیلون، دیپاک پاراشار، آشوک کومار، آسرانی، قادرخان، افتخار و سوشما ست ایفای نقش کرده‌اند.